# Atol das Rocas
L'Atol das Rocas è un atollo situato nell'Oceano Atlantico a 267 km a nord-est della città di Natal e a 148 km a ovest dell'arcipelago brasiliano di Fernando de Noronha.
L'atollo fa parte dello Stato brasiliano di Rio Grande do Norte. È l'unico atollo dell'Oceano Atlantico meridionale.
L'atollo è un santuario della fauna selvatica e nel 2001 è stato designato dall'UNESCO come Patrimonio dell'Umanità per la sua importanza come luogo di alimentazione per la vita marina. Nella zona vivono numerose tartarughe, squali, delfini e uccelli. L'atollo è costituito principalmente da coralli e alghe rosse. L'anello corallino è quasi chiuso, con un canale largo 200 metri. 

## Storia
La prima mappa che mostra il Brasile conquistato dai portoghesi, il Planisfero del Cantino, del 1502, registrava già l'esistenza dell'atollo di Rocas. Un'altra menzione di Rocas è attribuita all'ammiraglio Dario Pais Leite, che descrisse il naufragio di una delle navi della spedizione guidata dal navigatore portoghese Gonçalo Coelho al largo delle coste del Brasile, nel 1503. Nonostante sia nota fin dal XVI secolo, la prima mappa dettagliata di Rocas apparve solo nel 1852, disegnata dal tenente capitano Phillip Lee, con il nome di Baixo das Rocas o Baixo das Cabras. Rocas appare caratterizzato come un atollo nel 1858, in un rilevamento batimetrico effettuato dal comandante Vital de Farias. Il primo naturalista a menzionare Rocas fu Jean de Léry, nel 1580.
A causa della bassa profondità delle sue acque, la navigazione su questo tratto di costa è molto pericolosa. Gli incidenti marittimi a Rocas erano frequenti e, alla fine del XIX secolo, il 19 novembre 1881, fu iniziata la costruzione del primo faro nell'atollo di Rocas, sull'isola attualmente conosciuta come Ilha do Farol (Rodrigues, 1940 e Andrade, 1959, citato da Kikuchi, 1999).
L'atollo di Rocas è protetto da una riserva biologica. È la prima Riserva Biologica Marina del Brasile. La sua creazione è avvenuta con il decreto-legge n. 83.549 del 5 giugno 1979. La sua gestione è attualmente di competenza dell'Istituto Chico Mendes per la Conservazione della Biodiversità e le uniche attività umane consentite al suo interno sono quelle legate alla ricerca scientifica.
Caratterizzazione dell'area
La Riserva Biologica Marina dell'Atollo di Rocas si trova in un'area di 37.820 ettari, delimitata dall'isobata di 1.000 m di un monte sottomarino appartenente alla Catena Fernando de Noronha, da Ilha do Farol.  L'atollo ha una superficie di circa 755,1 ettari e ospita, oltre a Ilha do Farol, Ilha do Cemitério, entrambi di origine biogenica.
L'atollo di Rocas è l'unico atollo dell'Oceano Atlantico meridionale e ha un'importanza ecologica fondamentale per la sua elevata produttività biologica e per essere un'importante area di rifugio, alimentazione e riproduzione per diverse specie animali.
Le scogliere che compongono Rocas crescono in cima a un monte sottomarino appartenente alla Zona di Frattura Fernando de Noronha. Con una superficie di circa 755,1 ettari, l'atollo di Rocas è tra i più piccoli del mondo. Di forma ovale, è lunga 3,7 km, larga 2,5 km e ha un perimetro di 7 km.
Le sabbie di Rocas hanno un'origine biologica, essendo composte principalmente da strutture calcaree fossili di alghe coralline della sottofamiglia delle Melobesioideae e della famiglia delle Corallinaceae, nonché da alghe verdi del genere Halimeda e foraminiferi bentonici, principalmente Amphistegina radiata e Archaias sp (Coutinho e Morais, 1970 citato da KIKUCHI, 1999).
Queste sabbie di origine biologica si sono accumulate in due fasce a forma di anello aperto all'interno dell'atollo, dando origine a Ilha do Farol e Ilha do Cemitério. Insieme, hanno una superficie di circa 36 ettari. Durante la bassa marea, l'anello di scogliere che forma l'atollo è esposto e, all'interno, compaiono piscine naturali di diverse dimensioni e profondità fino a 6 m. Con l'alta marea, solo le due isole interne e il perimetro dell'atollo, con la sua costa formata da scogliere, sono sommersi.

## Ecologia

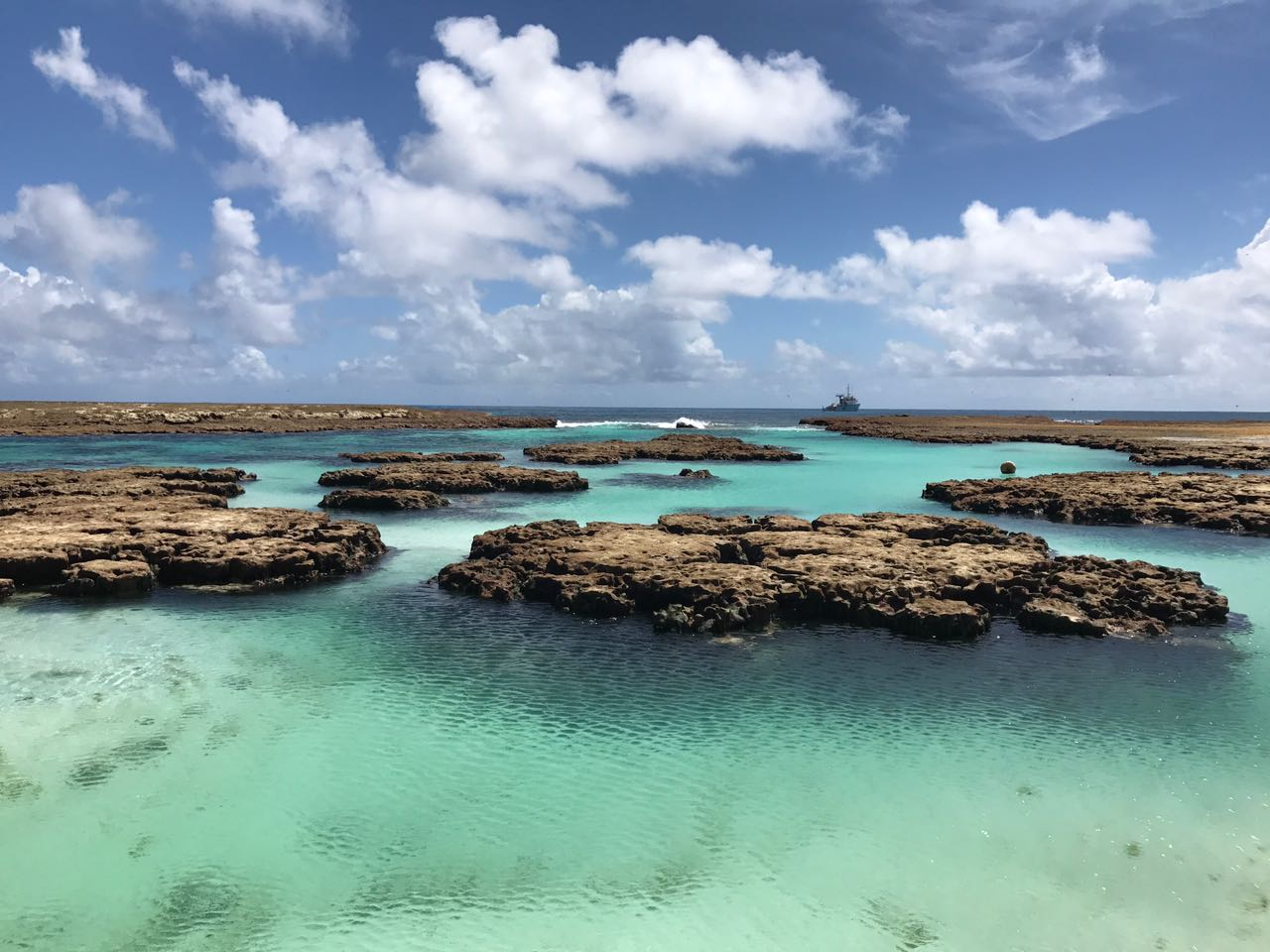
Le piscine naturali dell'atollo di Rocas

L'atollo di Rocas funge da vivaio per molte specie. Ogni anno migliaia di uccelli e centinaia di tartarughe verdi vi tornano per deporre le uova. Il luogo è anche un rifugio e un'area di alimentazione per la tartaruga embricata. Ha un'enorme importanza ecologica fondamentale per la sua elevata produttività biologica e per essere un'importante area di rifugio, alimentazione e riproduzione per diverse specie animali.
Accanto all'arcipelago Fernando de Noronha, l'atollo di Rocas è considerato una delle aree più importanti per la riproduzione degli uccelli marini tropicali in Brasile, ospitando almeno 150 mila uccelli, di quasi 30 specie diverse. Attualmente, cinque specie di uccelli residenti vivono tutto l'anno: due sule, una sterna o sterna e due vedove, le sule cuccette e le fregate vengono da Fernando de Noronha a pescare. Oltre a loro, 25 specie migratorie fanno di Rocas un porto permanente. Da lì passano specie provenienti dal Venezuela, dall'Africa e persino dai piro piro dalla Siberia.
L'atollo è anche il paradiso di molte specie acquatiche. Essendo una montagna isolata, vicina al mare profondo e lontana dalla costa, è ideale per pesci di tutte le dimensioni, molluschi, alghe, crostacei e tartarughe. Lì sono già state identificate quasi cento specie di alghe, 44 di molluschi, 34 di spugne, sette specie di coralli e due specie di tartarughe. Tra i 24 crostacei spiccano il granchio di terra e l'aratu, che abitano solo le isole oceaniche. La prima indagine sulla fauna degli insetti dell'atollo è stata effettuata nel 2000, quando sono state registrate 12 specie di insetti e 3 specie di aracnidi, tra cui uno scorpione con veleno poco pericoloso per l'uomo.

## Geografia
L'atollo, di forma ovale, è lungo 3,7 e largo 5,5 chilometri. La laguna è profonda fino a 6 metri e si estende su di un'area di 7,5 chilometri quadrati. Sul lato ovest sono presenti due piccole isolette, Cemitério e Farol Cay, di 0,36 chilometri quadrati. Il punto più elevato si trova proprio su Farol Cay ed è una duna sabbiosa alta 6 metri. Sull'atollo crescono erba, arbusti e alcune palme. La fauna presenta è composta da granchi, ragni, pulci di mare, coleotteri, blatte e molte specie di uccelli.
Sulla costa settentrionale di Farol Cay c'è un faro della guardia costiera brasiliana, in funzione dagli anni sessanta. Nelle sue vicinanze, c'è un altro faro, dismesso, del 1933.